# Alma Deutscher
Alma Elizabeth Deutscher ou simplesmente Alma Deutscher (Dorking, 2005) é uma compositora, pianista e violinista britânica. É filha do linguista e professor israelense Guy Deutscher.
Sendo uma menina-prodígio, compôs, aos 6 anos de idade, sua primeira sonata para piano, e aos 7 a opereta The Sweeper of Dreams, assombrando o mundo da música erudita. Aos 10 anos ela completou sua primeira ópera Cinderella, com estreia mundial prevista para dezembro de 2016, sob a direção do maestro Zubin Mehta à frente da Orquestra Filarmônica de Israel.

## Composições
- Sonata em mi bemol maior para piano
- Andante para violino
- Rondino (trio) em mi bemol para violino, viola e piano
- The Sweeper of Dreams, ópera
- Movimento de quarteto em lá maior
- Sonata para viola e piano em dó menor
- Movimento de quarteto em sol maior
- "The Night Before Christmas", canção, sobre texto de C. Moore
- Duas canções de Cinderela: "If I Believe in Love" e "Reverie"
- Sonata para violino e piano
- Trio para violino, viola e piano
- Concerto para violino e orquestra em sol maior
- Dance of the Solent Mermaids, para orquestra sinfônica
- Cinderella, ópera
- Concerto para piano e orquestra em mi bemol maior